# 汪乃贵
汪乃贵（1905年—1991年），安徽金寨人，中国人民解放军少将，中华人民共和国政治人物。
1929年，汪乃贵加入中国工农红军红四方面军。历任连长、副营长、营长、副团长、团长。1933年，任红四方面军主力红四军10师的师长，后改任红三十军90师、89师师长，参加长征。抗日战争期间，担任八路军129师385旅769团副团长，率部夜袭阳明堡战斗。此后担任385旅副旅长、新四军5师13旅副旅长。第二次国共内战期间，担任华东野战军12纵队35旅旅长，率部参加淮海战役。中华人民共和国成立后，担任贵阳警备区司令员，公安第8师师长，贵州公安总队总队长。1954年，担任贵州省军区副司令员。1955年，授少将军衔。获一级八一勋章、一级独立自由勋章、一级解放勋章。